# Thomas Lange
Thomas Lange (n. 27 februarie 1964, Eisleben, Republica Democrată Germană, Germania) este un canotor ce a reprezentat Germania, medaliat olimpic. A participat la 3 ediții ale Jocurilor Olimpice (1988, 1992, 1996) în care a câștigat două medalii de aur și o medalie de bronz.